# 丹達寇龍屬
丹達寇龍屬是獸腳類恐龍的一個屬，生存於早侏羅世普林斯巴期至托阿爾期。已知唯一一批化石為發現於印度中部（特倫甘納邦阿迪拉巴德縣雅瑪納帕里科塔層）的正模標本，僅有部分缺失的牙齒、背椎、尾椎與不完整的坐骨，因此學界對其所知甚少，但據古生物學家Rubén Molina-Pérez與Asier Larramendi的估算，其全長可能達10公尺，體重上看2.3噸，可能為最早具有超過2噸體重的掠食性恐龍。
屬名意為「丹達卡蘭亞的蜥蜴」，丹達卡蘭亞是印度中部的一個古地名，意為「丹達克（Dandak）森林」，範圍包含丹達寇龍的發現地。模式種是印度丹達寇龍（D. indicus），是由印度地質調查所的古生物學家P. Yadagiri於1982年命名，但至今都沒有丹達寇龍化石的完整描述被正式發表，故有些古生物學家認為丹達寇龍是個疑名，乃至不具有效性的裸名。

## 延伸閱讀
- Molnar, R. E.; Obata, I.; Tanimoto, M.; Matsukawa, M. . Bulletin of Tokyo Gakugei University, Division of Natural Sciences. 2009, 61: 105–117  [2020-11-27]. ISSN 1880-4330. （原始内容存档于2018-07-26）.
- Ezcurra, M. D.; Butler, R. J.; Maidment, S. C. R.; Sansom, I. J.; Meade, L. E.; Radley, J. D. . Zoological Journal of the Linnean Society. 2020,. in press. ISSN 0024-4082. doi:10.1093/zoolinnean/zlaa054.